# Céline Aman-Jean
Céline Aman-Jean, née Céline Thadée Josette Jean à Paris le 4 mai 1897 et morte à Lima au Pérou le 23 juin 1959, est un peintre et illustratrice française, fille d'Edmond Aman-Jean et sœur de François Aman-Jean.

## Biographie
Elle expose à la Société nationale des beaux-arts et en obtient en 1925 une bourse de voyage. 